# 横山孝雄
横山 孝雄（よこやま たかお、1937年〈昭和12年〉2月15日 - 2019年〈令和元年〉8月31日）は、日本の漫画家で、「知里幸恵 銀のしずく記念館」初代理事長。中華民国北平市出生、福島県相馬郡新地町出身。妻は「知里幸恵 銀のしずく記念館」館長の横山むつみ（1948年 - 2016年9月21日）。義父は知里幸恵の弟で知里真志保の兄にあたる知里高央。

## 来歴
中華民国北平市生まれ。領事館警察官だった父の転勤で、主に長江下流域の中小都市で幼少期を過ごした。
1946年、第二次世界大戦の日本敗戦により両親の故郷である福島県新地町に引き揚げる。福島県立相馬高等学校在学中、『漫画少年』誌を通じて、石森章太郎が主宰の「東日本漫画研究会」の会員となり『墨汁一滴』に参加する。修学旅行の途中に抜けだして石森章太郎に会いに行ったこともあったという。就職活動のために一時上京し、東日本漫画研究会の会員であった赤塚不二夫、よこたとくお、長谷邦夫らと交流を深め、手塚治虫を訪問しトキワ荘を案内されたうえ同室で一泊するという経験をする。
高校卒業後は上京し玩具会社に就職。デザイン部で働く傍ら、休日にはトキワ荘に足しげく通った。そのため、住んではいないがトキワ荘グループの一員に数えられることも多い。
その後会社を辞め、赤塚不二夫のアシスタント第1号となる。フジオ・プロの設立にも参加し、赤塚不二夫のマネージャーとなる。フジオ・プロに在籍中も『旅立て荒野』や『ぼくは戦争をみた』などの漫画を発表する。
2010年9月19日、知里幸恵 銀のしずく記念館の開館に伴い、当館の理事長に就任。
2019年8月31日、死去。

## アイヌ民族との関わり
1974年に南米旅行でリマに滞在していたとき、アイヌ民族のアト゚イ (豊岡征則)と出会い、少数民族の存在と問題を意識するようになった。その年の9月に赤塚不二夫を阿寒湖畔に連れて行きアト゚イと会わせている。しだいにアイヌに知己が増え、1977年にアイヌ青年参政協議会から参議院議員として立候補した秋辺得平の選挙活動を応援するまでになった。
翌年の秋、秋辺が所属するヤイユーカラ・アイヌ民族学会に同行し、アメリカとカナダの少数民族への親善訪問を行う。その訪問団の中にいた知里むつみと知り合い、1979年1月末に結婚。1982年、フジオ・プロからの独立後に、ノンフィクションの『少数民族の旅へ』（新潮社）、『アイヌって知ってる？』（蝸牛社）などの自らのイラストを織り交ぜた、アイヌについて啓発書を発刊する。
義父・知里高央の遺稿から取捨選択したアイヌ語の語彙に自らのイラストを組み合わせた『アイヌ語イラスト辞典』（蝸牛社、1987年）や、妻のむつみと共著の『アイヌ語イラスト会話辞典』（蝸牛社、1988年）などのアイヌ語の参考書も発刊している。
その後、妻とともに北海道登別市に移住し、後に「知里幸恵 銀のしずく記念館」が開館するきっかけとなる知里幸恵記念館設立運動に関わりながら、アイヌ民族や民話を題材にした全2巻の漫画『イ　シカリ　神うねる河』（汐文社）や、アイヌの神謡を題材にした絵本を発表している。2010年9月の「知里幸恵 銀のしずく記念館」開館と同時に当館の理事長に就任し、2019年8月の死去まで務めた。
アイヌ民族運動家・貝澤藤蔵について、最初の評伝的記事を『近代日本社会運動史人物大事典』（1997年）に執筆したのも横山孝雄である。

## 主な作品リスト
- 『旅立て荒野』 （曙出版、1971年）
- 『ベラマッチャ動物誌 世界のおサル百科』 （曙出版、1975年）
- 「アニマちゃん」 （秋田書店「ひとみ」連載、1979年、横山たかお名義）
- 『ぼくは戦争をみた マンガ少年の日中戦争』 （ポプラ社、1981年）
- 『少数民族の旅へ』 （新潮社、1984年）
- 『アイヌって知ってる?』 （汐文社、1984年）
- 『少年兵レイテに消ゆ』 （ほるぷ出版、1985年）
- 『諸葛孔明グラフティー』 （新人物往来社、1985年）
- 『アイヌ語イラスト辞典』 （蝸牛社、1987年、知里高央との共著）
- 『アイヌ語会話イラスト辞典』 （蝸牛社、1988年、知里むつみとの共著）
- 『マンガ 地球汚染公害読本―緑の星を救え!』 （ナショナル出版、1990年）
- 『北の国の誇り高き人びと 松浦武四郎とアイヌを読む』 （かのう書房、1992年）
- 『アイヌ語絵入り辞典』 （蝸牛社、1994年、知里高央との共著）
- 『コミックアイヌの歴史 イ シカリ 神うねる河』 （汐文社）
  1. （2008年）
  2. （2009年）